# Cynthia Rylant
Cynthia Rylant (Condado de Marion, Virgínia Ocidental, 6 de junho de 1954) é uma autora e bibliotecária americana. Ela escreveu mais de 100 livros infantis, incluindo obras de ficção, não-ficção e poesia. Alguns de seus livros ganharam prêmios, incluindo seu romance Missing May que ganhou a Newbery Medal de 1993, e A Fine White Dust que foi um livro Newbery Honor de 1987.